# Émeutes de la cafétéria Compton

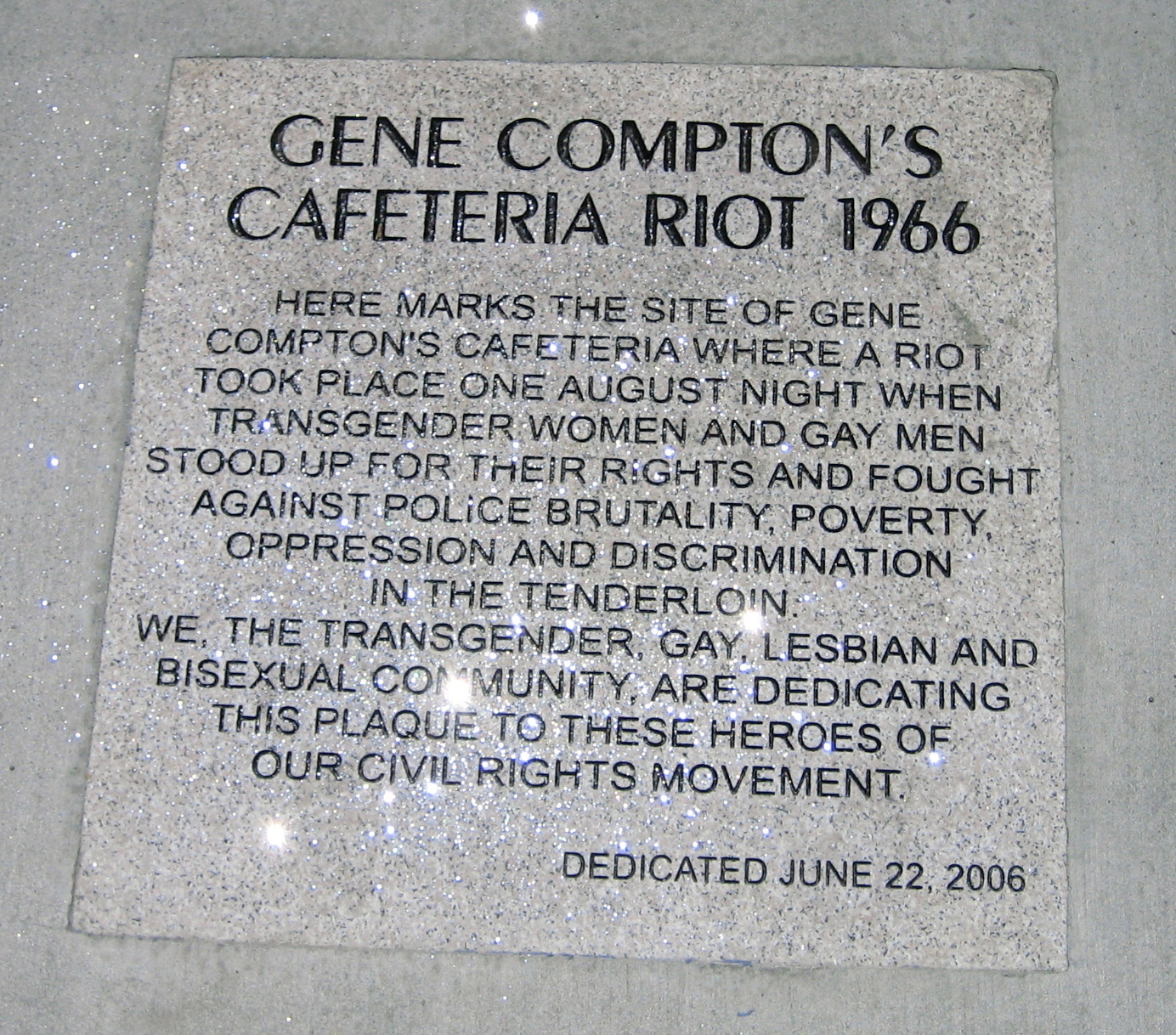
Plaque de commémoration des émeutes de la cafétéria Compton apposée le 22 juin 2006 dans le Tenderloin district à San Francisco.

Les émeutes de la Compton's Cafeteria se sont produites en août 1966 dans le quartier de Tenderloin à San Francisco. Les émeutes sont une réponse au harcèlement policier violent et constant des drag queens et des personnes trans, en particulier des femmes trans. L'incident a été l'une des premières émeutes LGBT de l'histoire des États-Unis, précédant les plus célèbres émeutes de Stonewall de 1969 à New York. Cela marque le début de l'activisme transgenre à San Francisco. 
Les années 1960 ont été une période charnière pour les minorités sexuelles, de genre et ethniques, alors que les mouvements sociaux défendant les droits civiques et la libération sexuelle se concrétisaient. Des groupes sociaux ont aidé à se mobiliser et même des églises, comme l'église méthodiste Glide Memorial à San Francisco, ont commencé à tendre la main à la communauté transgenre. Néanmoins, de nombreux policiers ont résisté à ces mouvements et à la visibilité croissante de ces groupes, continuant à harceler et maltraiter les personnes transgenres. Cette augmentation simultanée du soutien aux droits des transgenres d'un côté et la réticence à accepter ces nouvelles idées de l'autre ont créé la tension qui a alimenté l'émeute à la cafétéria de Compton à l'été 1966. L'incident commence lorsqu'une femme transgenre a résisté à son arrestation en jetant du café sur un policier. Elle a été suivie par des drag queens et des femmes transgenres qui ont afflué dans les rues, ripostant avec leurs talons hauts et leurs sacs lourds.

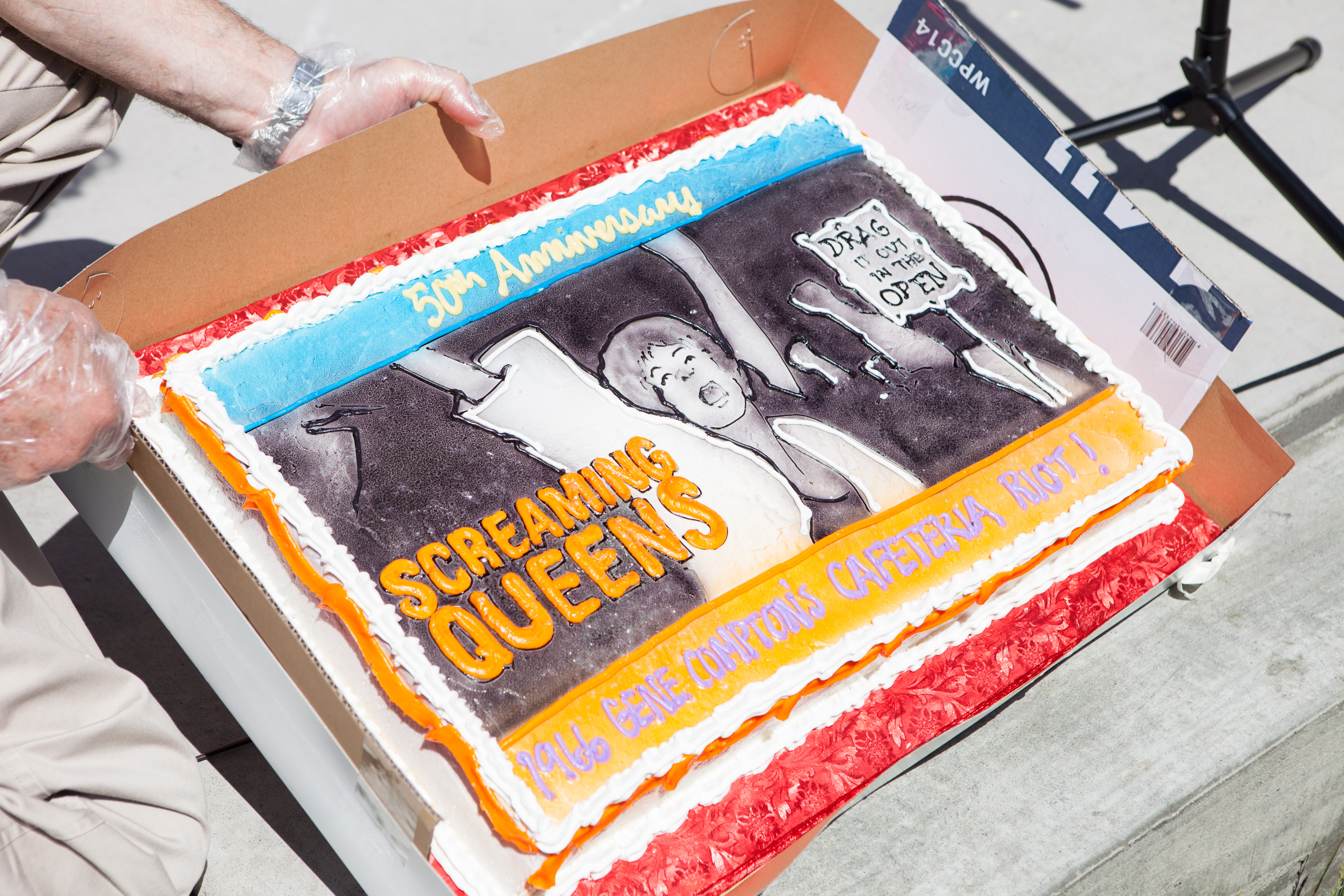
Gâteau « Screaming Queens » d'après le nom du documentaire de Susan Strycker, réalisé pour le 50ème anniversaire des émeutes en 2016.

En 2005 Susan Strycker réalise le film documentaire Screeming Queens qui retrace l'histoire des émeutes. Les émeutes sont également représentées dans la série Les Chroniques de San Francisco. 

## Contexte

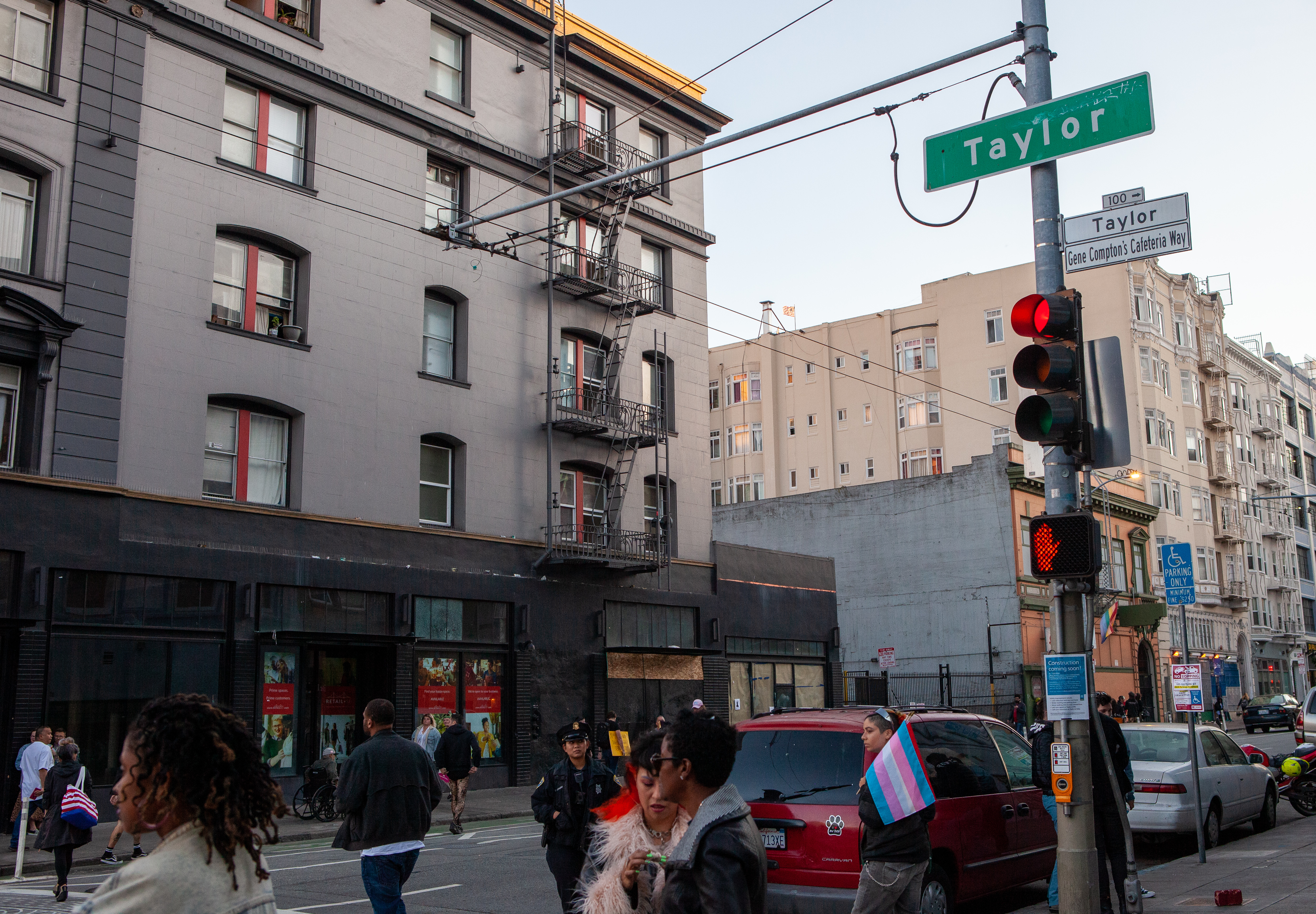
L'intersection des rues Taylor et Turk, après la marche Trans de San Francisco en 2019. Un panneau sous le panneau de Taylor Street indique «Gene Compton's Cafeteria Way».

### Sensibilisation accrue à l'identité transgenre

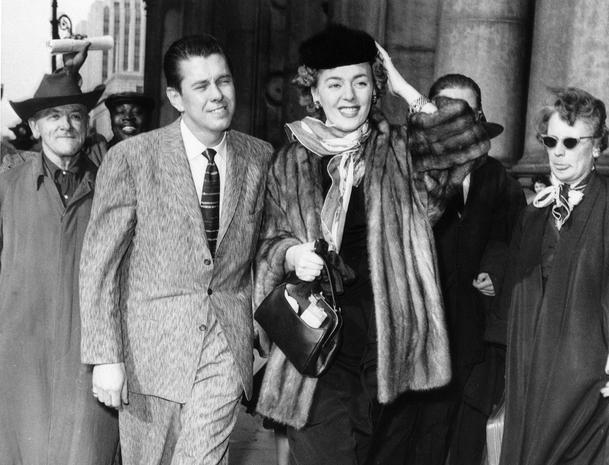
Howard Knox et Christine Jorgenson en 1959.

Le grand public a été sensibilisé aux identités transgenres après la célèbre transition médicale et la chirurgie de réassignation sexuelle de 1952 de Christine Jorgensen au Danemark,. Dans les années 1960, après l'opération de Jorgensen, les idées et les perceptions du genre et des personnes transgenres commencent à changer. Les normes et expressions de genre commencent à être déconstruites. De nombreuses féministes ont cessé de porter des soutiens-gorge et du maquillage, les hippies et les membres des Beatles ont laissé pousser leurs cheveux longs, et une mode non sexiste, par exemple l'utilisation de motifs floraux, devient plus populaire. En 1966, quelques mois avant l'émeute, le Dr Harry Benjamin, qui a traité Jorgensen, publie son livre The Transsexual Phenomenon,. Dans les années 1950 et 1960, Benjamin propose des informations, des hormones et des opérations de réassignation sexuelle aux personnes transgenres. Peu de temps avant l'émeute, il ouvre un cabinet à San Francisco, au 450 Sutter Street, et de nombreuses femmes transgenres qui fréquentaient la Cafétéria de Compton ont été traitées par Benjamin. Le livre de Benjamin, The Transsexual Phenomenon,, a légitimé le concept de « transsexualité »  (terme désormais obsolète) non seulement auprès du public, mais aussi auprès de la communauté médicale. Le livre a également popularisé le concept de transition médicale comme moyen de traiter les patients transgenres. Dans les années qui ont suivi la publication du livre, plusieurs universités ouvrent des cliniques spécialisées dans les questions de genre. De 1964 à 1967, Reed Erickson contribue à la création et au financement de plusieurs de ces cliniques par le biais de la Erickson Educational Foundation. Au milieu et à la fin des années 1960, la clinique de l'université Johns Hopkins prévoit d'offrir des chirurgies de transition médicale.

### Tenderloin District
La première définition du terme « tenderloin » (en français : filet)  de l'Oxford English Dictionary  indique qu'il s'agit de « la partie la plus tendre ou la plus juteuse de la longe de bœuf, de porc, etc. ». La deuxième définition répertoriée pour le terme d'argot « tenderloin district » (en français : district de filet) indique que le terme désigne « le district de police de New York qui comprend la grande masse de théâtres, d'hôtels et de lieux de divertissement ; de là étendu à des quartiers similaires d'autres villes des États-Unis. ». Selon la deuxième définition, le tenderloin district « serait une référence au montant élevé des pots-de-vin que la police recevrait pour protéger les maisons illégitimes dans ce district, ce qui en ferait la partie juteuse du service. ». En termes plus simples, tenderloin district fait référence à un quartier caractérisé par une police corrompue qui ne signale pas les activités illégales en échange d'argent.
Le quartier de San Francisco a toujours été habité par des populations traditionnellement marginalisées - gens de la classe ouvrière, gens de couleur, etc. Au début des années 1960, il y eut une poussée pour la « rénovation urbaine » du quartier riverain de North Beach et du quartier South of Market, qui étaient de façon ouverte des zones ouvrières gays. Grâce à un maintien de l'ordre intense et à un réaménagement ciblé des quartiers, les résidents ont été expulsés et forcés de déménager. Beaucoup ont déménagé dans le quartier de Tenderloin, qui est directement adjacent à South of Market et à quelques pâtés de maisons de North Beach. Cette relocalisation a fait du Tenderloin une zone largement composée de personnes queer et trans. Il y avait déjà quelques bars gays dans le quartier, mais beaucoup d'autres ont été créés à mesure que la population LGBTQ continuait de croître.

### Travail du sexe dans le tenderloin district

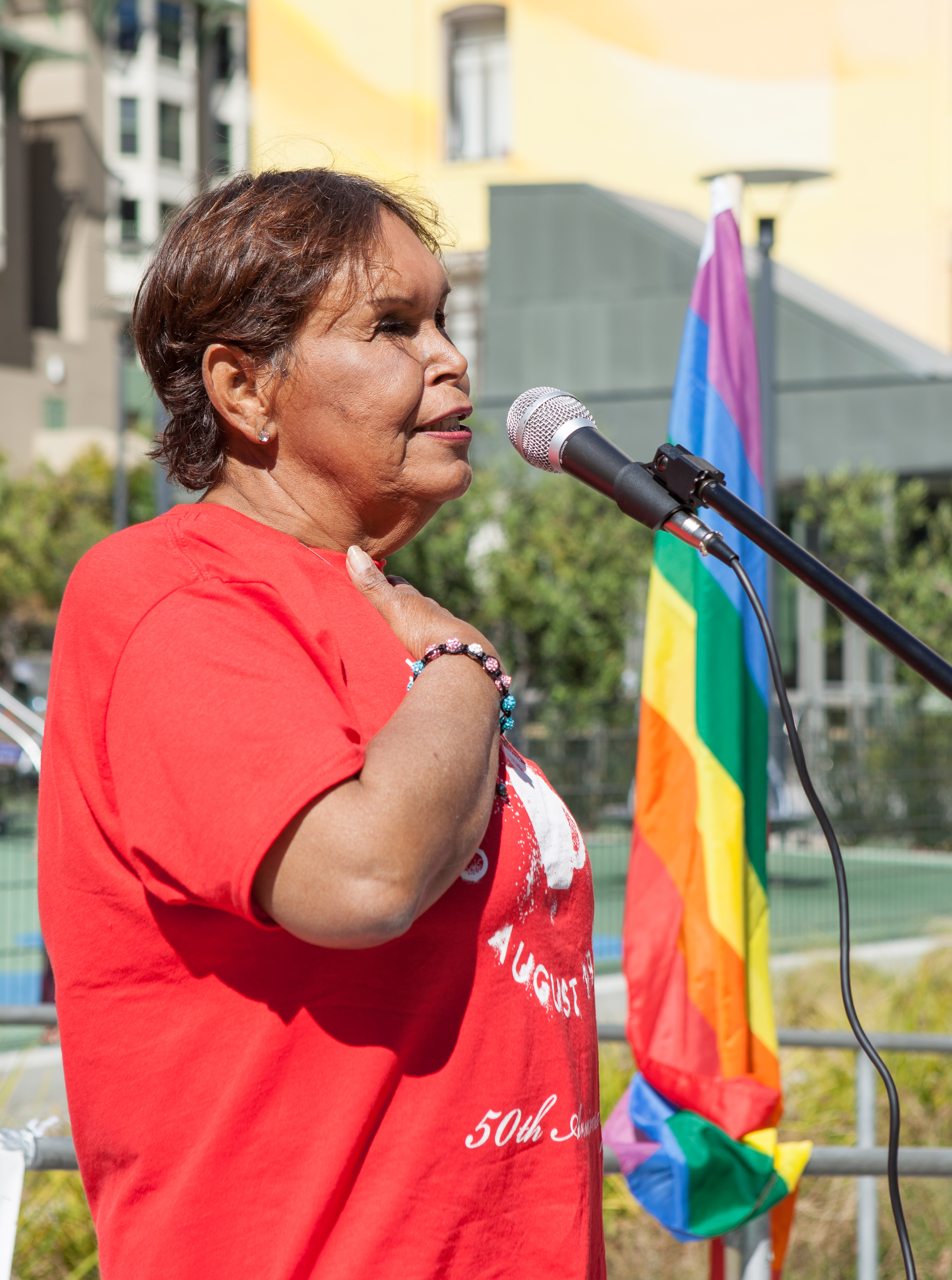
Felicia "Flames" Elizondo prend la parole lors d'une célébration du 50e anniversaire de l'émeute de la cafétéria de Compton en août 2016.

De nombreuses femmes trans et drag queens avaient recours au travail du sexe, ce que beaucoup d'entre elles qualifiaient de « tapinage », afin de survivre. Un certain nombre de femmes que Susan Stryker a interviewées pour le film documentaire de 2005 Screaming Queens: The Riot at Compton's Cafeteria, qui étaient toutes membres de la communauté trans du quartier Tenderloin au moment de l'émeute de la Compton's Cafeteria, étaient impliquées dans la prostitution de rue. Parmi ces femmes se trouvait Tamara Ching, qui devint plus tard une militante des droits des travailleuses du sexe. Elles se sont retrouvées dans cette profession, selon leurs propres confessions, parce qu'elles ont fait face à de la discrimination dans l'emploi et à une marginalisation systématique qui leur rendait impossible l'accès à un emploi légal. Finalement, elles ont cessé d'essayer de rechercher un emploi ailleurs, même si certaines « chanceuses » ont été sauvées des dangers de la prostitution de rue parce qu'elles pouvaient « passer » (c'est-à-dire être perçues comme cisgenres par la société) et obtenir d'autres emplois, comme chanteuses et danseuses. Les travailleuses du sexe trans ont été harcelées par la police et maltraitées par leurs clients. Certaines des femmes ont pu aller chercher des clients dans des bars et des clubs, mais de nombreux établissements ne voulaient pas qu'elles y travaillent parce que c'était illégal et que la police pouvait faire une descente dans le bâtiment à tout moment. Beaucoup de femmes ont été forcées de travailler dans la rue, ce que beaucoup d'entre elles considéraient comme plus dangereux. Beaucoup ont été assassinées ou agressées, et il y avait notamment un tueur en série qui ciblait, mutilait et tuait spécifiquement les travailleuses du sexe trans (en particulier celles qui travaillaient dans la rue) dans le Tenderloin. Felicia Elizondo, une participante à l'émeute, rappelle en 2015 que  « beaucoup de gens pensaient que nous étions des malades, des ordures mentales. Personne ne se souciait de savoir si nous vivions ou mourions. Nos propres familles nous ont abandonnés et nous n'avions nulle part où aller ».

### Cafétéria Compton
La Compton's Cafeteria était une chaîne de cafétérias appartenant à Gene Compton à San Francisco des années 1940 aux années 1970. L'emplacement Tenderloin de Compton's au 101 Taylor Street (à Turk) - ouvert de 1954 à 1972 - était un lieu de rencontre populaire pour les personnes transgenres, en particulier les femmes trans. La cafétéria était davantage un lieu de socialisation qu'un restaurant. Compton's était l'un des rares endroits où elles pouvaient se rencontrer, car de nombreuses femmes trans n'étaient pas les bienvenues dans les bars gays en raison de la transphobie. Avant l'émeute, la cafétéria était ouverte toute la nuit, donc les personnes trans et les drag queens pouvaient se retrouver après une longue nuit de tapinage (c'est-à-dire de travail du sexe). Elles y allaient pour montrer qu'elles avaient passé la nuit et étaient vivantes (au vu des nombreuses agressions de femmes trans dans le secteur) et pour montrer leurs atours féminins.
La direction et le personnel de Compton, dans le but de dissuader la présence de drag queens et de femmes trans, ont fréquemment appelé la police lorsqu'elles étaient présentes, menant à leur harcèlement et leur arrestation pour « usurpation d'identité féminine » (en anglais : female impersonation). La police entrait également dans Compton sans être appelée pour y mener des contrôles. La police pouvait arrêter des drag queens et des femmes trans pour avoir porté des vêtements ou du maquillage pour femmes. L'une des femmes trans de Screaming Queens a noté qu'une femme trans pouvait être arrêtée pour avoir les boutons du mauvais côté (c'est-à-dire le côté gauche de la chemise, où les boutons ont tendance à être placés sur les vêtements des femmes). Le travestissement étant illégal à l'époque, la police pouvait utiliser la présence de personnes transgenres dans un bar comme prétexte pour faire une descente et fermer l'établissement. Avant l'émeute de la cafétéria Compton, il y avait souvent des bagarres physiques entre clients qui se produisaient de 2h à 3h du matin, ce qui fournissait une autre raison pour laquelle la police pouvait faire une descente et faire fermer les lieux. La cafétéria était habituellement ouverte toute la nuit avant que l'émeute se produise. Après l'émeute, la cafétéria de Compton a commencé à fermer à minuit dans le but d'éviter de nouveaux conflits, et l'établissement ferme définitivement ses portes en 1972. Il n'existait aucune photo ou  enregistrement de l'extérieur du bâtiment. En 2021, des photos prises en 1970 d'un événement sans rapport et montrant la cafétéria de Compton en arrière-plan font surface sur les réseaux sociaux.

### Activisme
De nombreuses travailleuses du sexe, militantes et reines de la rue impliquées dans l'émeute étaient membres de Vanguard (organisation) (en), la première organisation de jeunesse gay connue aux États-Unis fondée en 1965, qui a obtenu l'aide de ministres radicaux travaillant avec Glide Memorial Church (en), un centre d'activisme social progressiste du Tenderloin District pendant de nombreuses années. Les membres de Vanguard se réunissaient chez Compton. Parce que les membres de Vanguard n'achetaient souvent rien, la cafétéria de Compton les expulsent finalement et refuse de les laisser revenir. Dans Screaming Queens, Susan Stryker explique que cet incident « a allumé la mèche qui a conduit directement à l'émeute ». En réponse au harcèlement policier des personnes trans, Vanguard a fait du piquetage à la cafétéria de Compton le 19 juillet 1966,. Un article intitulé Young Homos Picket Compton's a été publié à propos de la manifestation dans un journal local. Bien que le piquet ait échoué, il s'agit de l'une des premières manifestations contre la violence policière dirigée contre les personnes transgenres à San Francisco et a finalement conduit à l'émeute de la cafétéria de Compton,.

## Effets de l'émeute
Dans les années 1960, le personnel de la cafétéria de Compton appelait fréquemment la police à propos de clients transgenres. La direction estimaient qu'elles traînaient et leur faisaient perdre des clients. En réponse, la direction avait mis en place des frais de service destinés aux personnes transgenres et les a harcelées pour tenter de leur faire quitter les lieux. Il était courant pour la police d'entrer chez Compton et d'arrêter des personnes pour le crime d'« usurpation d'identité féminine ».
L'émeute de la cafétéria de Compton commence une nuit d'août 1966, le mois suivant directement le piquet de juillet de Vanguard. La date exacte est inconnue car il n'y a eu aucune couverture médiatique à l'époque et les dossiers de la police de San Francisco des années 1960 n'existent plus. L'un des participants à l'émeute affirme que l'émeute s'était produite par une nuit de week-end chaude,. Un employé de Compton a appelé la police affirmant que certaines clientes transgenres étaient devenus bruyantes. La police a répondu à l'appel et s'est déplacée. Lorsque l'un des policiers a attrapé et tenté d'arrêter une femme trans, elle lui a jeté une tasse de café au visage. Selon la réalisatrice de Screaming Queens, Susan Stryker, la cafétéria «a éclaté»,. Les clientes ont également déclaré avoir jeté de nombreux objets tels que des sucriers, des tables et de la vaisselle sur la police et sur les fenêtres, causant des bris de vitres. Elles ont également frappé les policiers avec leurs sacs à main et leurs talons hauts. Afin de demander des renforts, la police s'est retirée dans les rues, où les combats se sont poursuivis. Les manifestantes ont endommagé une voiture de police et incendié un kiosque à journaux sur le trottoir,. La police a riposté et a tenté d'arrêter les manifestantes et de les charger dans des wagons à paddy. Elliott Blackstone (en), qui faisait partie de la police de San Francisco au moment de l'émeute, a déclaré qu'« il y avait eu une violence inutile » de la part des policiers la nuit de l'émeute de la cafétéria de Compton.
Le lendemain, davantage de personnes transgenres, de travailleuses du sexe, de personnes du Tenderloin district et d'autres membres de la communauté LGBT sont retournés à la cafétéria pour faire du piquetage parce que la cafétéria de Compton ne les laissait pas entrer dans l'établissement. La manifestation s'est terminée par le bris des baies vitrées nouvellement installées. L'entreprise de cafétéria de Compton a décliné au fil des ans après l'émeute et ferme finalement ses portes en 1972.

### Actions de rue de Vanguard
En 1965, un groupe queer - dont beaucoup de personnes transgenres qui se livraient au travail du sexe pour survivre et qui n'avaient pas de logement stable - ont formé un groupe social et politique du nom de Vanguard (organisation) (en), initialement sous l'égide de la Glide Memorial Church (une ramification radicale de l'Église Méthodiste Unie) et du défenseur des droits civiques et révérend Cecil Williams. La politique de Vanguard a mis en évidence « les problèmes auxquels sont confrontés les jeunes gays et transgenres dans les années 1960, ont produit des informations radicales sur les liens entre la classe économique, la violence policière, l'incarcération et l'homophobie », et le groupe a commencé à publier un magazine également appelé Vanguard environ un mois avant l'émeute de Compton, qui a aidé à façonner une conscience politique dans la communauté queer. À la suite de l'émeute de Compton, Vanguard a organisé plusieurs actions notables.
Au début de l'automne 1966, Vanguard organise un « balayage de rue » historique en réponse aux événements de Compton's. Une cinquantaine de membres de Vanguard sont descendus dans les rues du Tenderloin District avec des balais-brosse empruntés à la ville. Elles l'ont fait en signe de protestation, une réponse directe à la pratique courante de la police de « balayer » (au sens de« ratisser ») les rues des quartiers homosexuels connus - comme le Tenderloin - pour éliminer toutes les personnes homosexuelles. Beaucoup tenaient des pancartes faites à la main indiquant « Fall Clean Up: This Is a Vanguard Community Project » et « All trash is before the broom » en défendant l'idée qu'elles n'étaient, en tant que personnes, en aucune façon jetables ou ne méritant pas de dignité humaine. Vanguard a symboliquement remis en question le fait que la police traitait les travailleuses du sexe transgenres et homosexuelles comme des « déchets » à « balayer », et a récupéré l'espace public.

### Effets ultérieurs de l'émeute

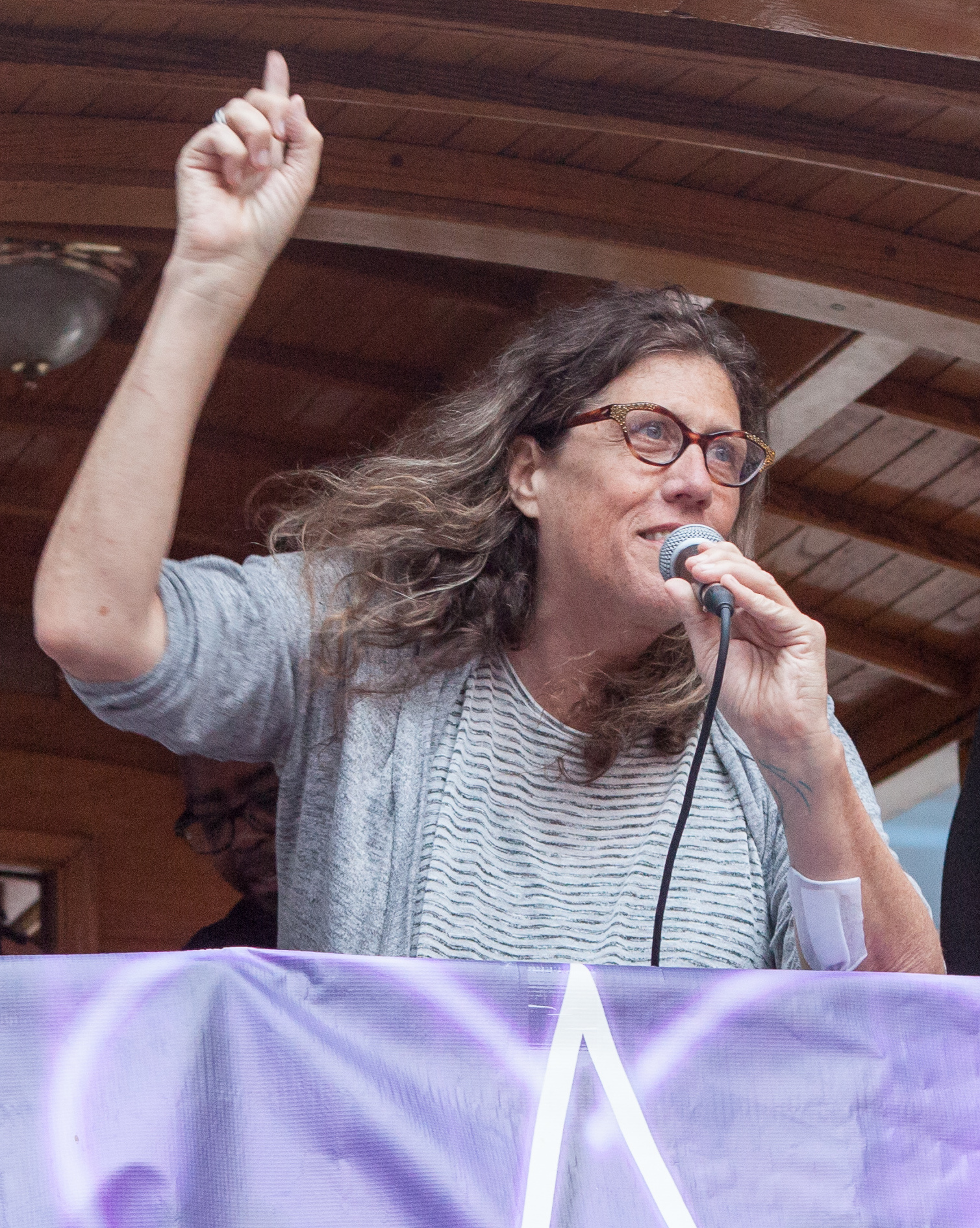
Susan Stryker à la Trans March de San Francisco.

L'émeute a marqué un tournant dans le mouvement LGBT local. Selon l'encyclopédie en ligne glbtq.com :

« À la suite de l'émeute de Compton, un réseau de services de soutien social, psychologique et médical pour les personnes transgenres est mis en place, qui culmine en 1968 avec la création de la National Transsexual Counseling Unit. [NTCU], la première organisation de soutien et de défense de ce type gérée par des pairs dans le monde. »

L'émeute de la cafétéria de Compton est restée inconnue dans l'histoire LGBT+ jusqu'à ce que l'historienne Susan Stryker la redécouvre en 1991 en feuilletant les archives de la Gay and Lesbian Historical Society. Elle découvre alors dans une timeline historique un évènement en août 1966 et intitulé « Drag queens protest police harassment at Compton’s Cafeteria » (en français : des drags queens protestent contre le harcèlement policier à la Cafétéria Compton). Le fichier ne contenait aucune autres informations, et Susan Stryker entame des recherches de plusieurs années. Susan Stryker rencontre des personnes comme Amanda St Jaymes, présente le jour des émeutes.
Ces recherches aboutissent en 2005 à la réalisation d'un documentaire avec Victor Silverman intitulé Screaming Queens,. Ces émeutes seraient restées complètement inconnues sans le travail de Susan Stryker. La date exacte des émeutes n'est pas connue non plus, les rapports des arrestations ayant disparu des archives. 
Le sergent Elliott Blackstone, désigné en 1962 comme le premier agent de liaison du département de police de San Francisco avec ce qu'on appelait alors la « communauté homophile », servait comme surveillant au NTCU. Selon Susan Stryker, l'émeute de la cafétéria de Compton est « le premier incident connu de résistance collective militante queer au harcèlement policier dans l'histoire des États-Unis ». Les personnes transgenres ont résisté aux abus et à la discrimination des policiers. L'émeute « n'a pas résolu les problèmes auxquels les personnes transgenres du Tenderloin étaient confrontées quotidiennement », mais a incité la ville à commencer à les aborder en tant que personnes citoyennes plutôt que comme un problème à résoudre. La brutalité policière envers les personnes trans a diminué avec le temps et elles ont eu par la suite moins peur d'être chahutées par le service de police en s'habillant comme elles l'avaient choisi pendant la journée.

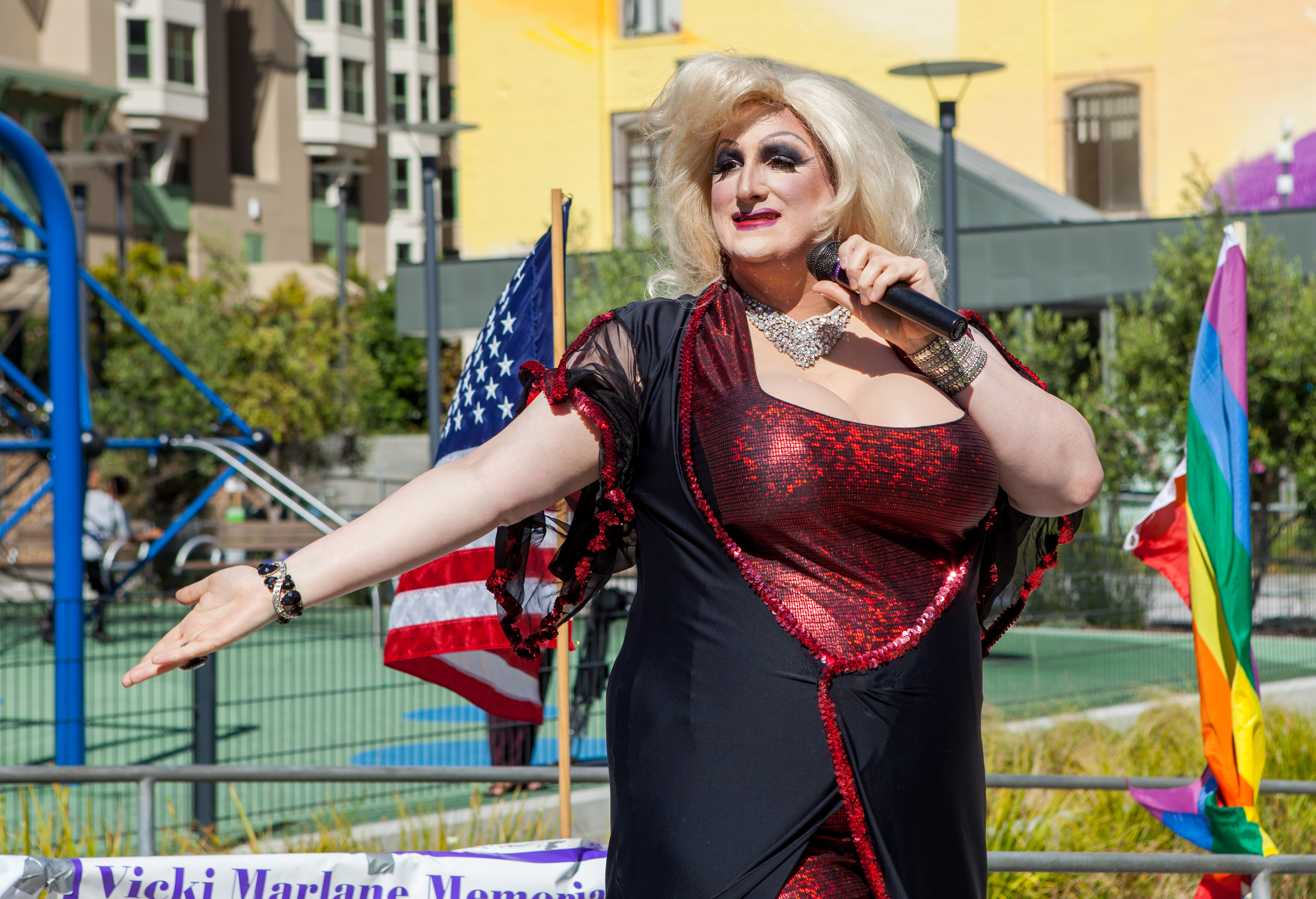
Sheena Rose au 50ème anniversaire des émeutes de la cafétéria Compton en 2016

Le 24 juin 2016, à l'issue de la San Francisco Trans March, un nouveau panneau de signalisation a été dévoilé, renommant le bloc 100 de Taylor Street en Gene Compton's Cafeteria Way,,. En août 2016, un certain nombre d'événements eurent lieu pour célébrer le 50e anniversaire de l'émeute, notamment un rassemblement à Boeddeker Park (en) dans le Tenderloin,. Felicia "Flames" Elizondo, qui a participé à l'émeute et a plus tard effectué une opération de réassignation sexuelle a été conférencière lors des célébrations du 50e anniversaire.
En 2017, la ville de San Francisco a reconnu le The Transgender District, le premier quartier transgenre légalement reconnu au monde,.

## Représentation dans la fiction
Dans le premier épisode de la mini-série Netflix 2019 Les Chroniques de San Francisco, Anna Madrigal (Olympia Dukakis) reçoit une photo d'elle devant le Compton's, prise peu après son arrivée à San Francisco. Dans le troisième épisode, sa locataire et amie Shawna Hawkins (Elliot Page) apprend l'émeute par sa nouvelle amie Claire Duncan (Zosia Mamet). Les deux visitent le site et se couchent ensemble à côté du marqueur historique. L'émeute est décrite dans l'épisode huit de la série, y compris des touches historiques comme le jet du café au visage d'un policier.

### Articles
- (en) « Compton's Cafeteria riot: a historic act of trans resistance, three years before Stonewall », sur the Guardian, 21 juin 2019 (consulté le 28 juin 2022).